# Маклин (станция метро)
Маклин или Маклейн (англ. McLean) — эстакадная (надземная, расположенная на эстакаде) станция Вашингтонгского метро на Серебряной линии. Проектные названия: Тайсонс-Ист, Тайсонс — Маклин. Она представлена одной островной платформой. Станция обслуживается Washington Metropolitan Area Transit Authority. Расположена в Тайсонс-Конэ в северо-западном углу пересечения дороги штата Виргиния №123 (Dolley Madison Boulevard) и Scotts Crossing Road, округ Фэрфакс штат Виргиния. Пассажиропоток — н/д.
Станция была открыта 26 июля 2014 года.
Открытие станции приурочено к введению в эксплуатацию 1-й очереди Серебряной линии — участка длиной 18,7 км и открытием ещё 4 станций: Тайсонс-Конэ, Гринсборо, Спринг-Хилл и Вель — Рестон-Ист.